# متحف التراث للفنون والحرف
متحف التراث للفنون والحرف أحد متاحف منطقة الرياض، أسس ناصر بن عبد العزيز الجذيلي في مدينة الرياض، يتميز المتحف بنشاط تدريب الطالبات على بعض الحرف من نسيج وخوصيات وبعض الفنون التشكيلية، ويتكون من أربعة أجزاء تتمثل بالتالي مبنى القصر وهو المبنى الرئيسي ويتكون من دور ارضي فيه ثلاث قاعات تحتوي كل قاعة على العديد من الفنون واللوحات التشكيلية التي تجسد التراث الشعبي، كما فيه مصمم تصميم تراثي كالكهف الحجري فيه معروضات تراثيه تجسد أدوات الضيافة والطهي.
ثم مبنيين ملحقة يتكون كل واحد من طابقين تحتوي على العديد من الغرف والممرات المميزة كسيت بالسدو والمشغولات اليدوية وبعض القطع الخشبية التي تجسد التراث كما عرض بها أيضا الكثير من منتجات المتدربات على الحرف اليدوية من السدو والنسيج والخوصيات والملبوسات التراثية بأنواعها، ثم ساحة للعروض الحيه عبارة عن مسطح مائي تحيط به جلسات مصممه على نمط تشكيلات صخريه طبيعيه ويوجد منطقة مخصصة كمسرح يستخدم للعروض المسرحية الحية.